# Fitz Roy (Santa Cruz)
Pour les articles homonymes, voir Fitzroy.
Fitz Roy est une localité argentine située dans le département de Deseado, dans la province de Santa Cruz. Les principales voies de communication sont la route nationale 3 et la route provinciale 43. La ville est située à 230 mètres d'altitude au milieu du plateau patagonien. Dans les fermes alentour, on pratique l'élevage de moutons.

## Toponymie
Le nom de la ville fait référence au vice-amiral Robert FitzRoy (né le 5 juillet 1805 à Suffolk, Angleterre et décédé le 30 avril 1865), un descendant de Charles II d'Angleterre, qui était officier dans la marine royale britannique. Il est devenu célèbre en tant que capitaine du HMS Beagle, le navire sur lequel Charles Darwin a fait son célèbre voyage, et a également été un pionnier de la météorologie, faisant de la prévision météorologique une réalité. Il était également hydrographe.

## Histoire
La gare du même nom a été ouverte en 1914. La ville a prospéré pendant l'existence du train, mais s'est dépeuplée après la fermeture de la gare, en 1978. Elle est actuellement un hameau, où nombre de maisons demeurent inhabitées. Seule la station service, qui reste une étape importante pour les voyageurs de passage, reste active. Alors qu'il y avait un bureau de poste depuis les années 1980 et plusieurs hôtels lorsque le train desservait toujours la ville, Fritz Roy est de nos jours une ville presque fantôme, qui n'est plus que l'ombre de ce qu'elle a été.

## Démographie
Elle compte 326 habitants (Indec, 2010), dont 144 femmes et 182 hommes, ce qui représente une augmentation de 87,3 % par rapport au recensement précédent de 2001 qui comptait 174 habitants.

## Dans la culture populaire
Dans le film argentin Historias mínimas, sorti en 2002, la plupart des protagonistes habitent la ville de Fitz Roy.

## Galerie

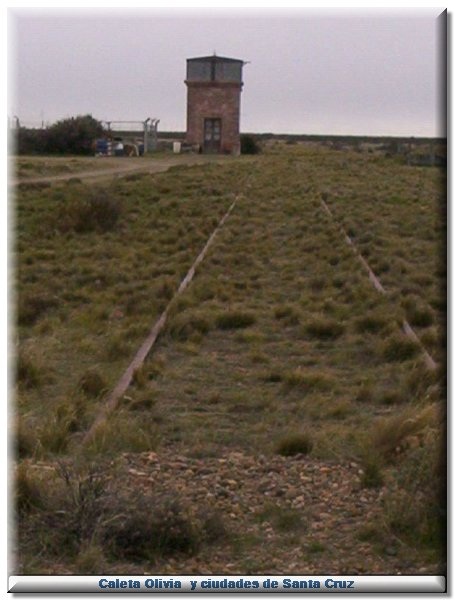
Police du village.
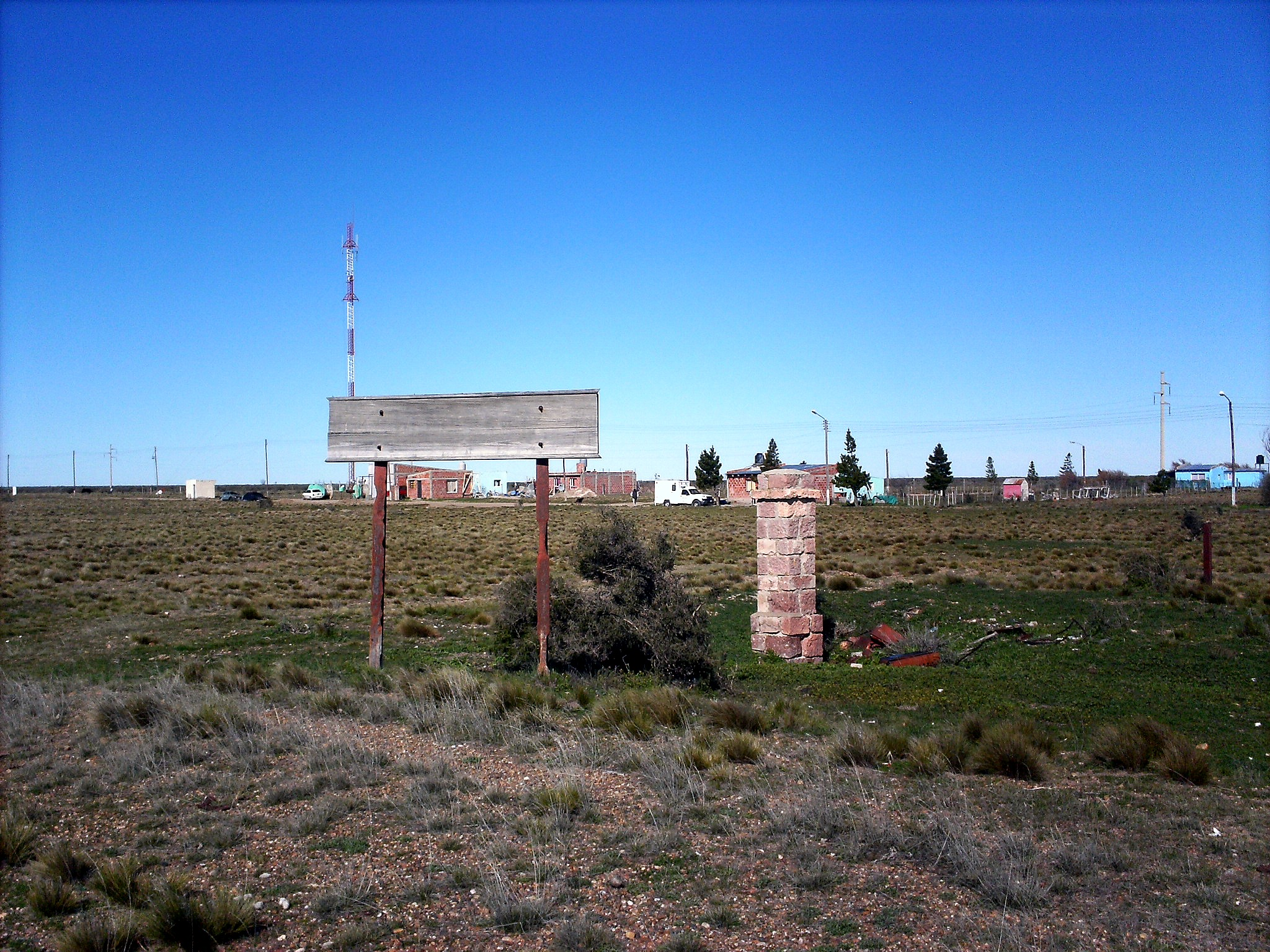
Panneau de gare avec le village derrière.
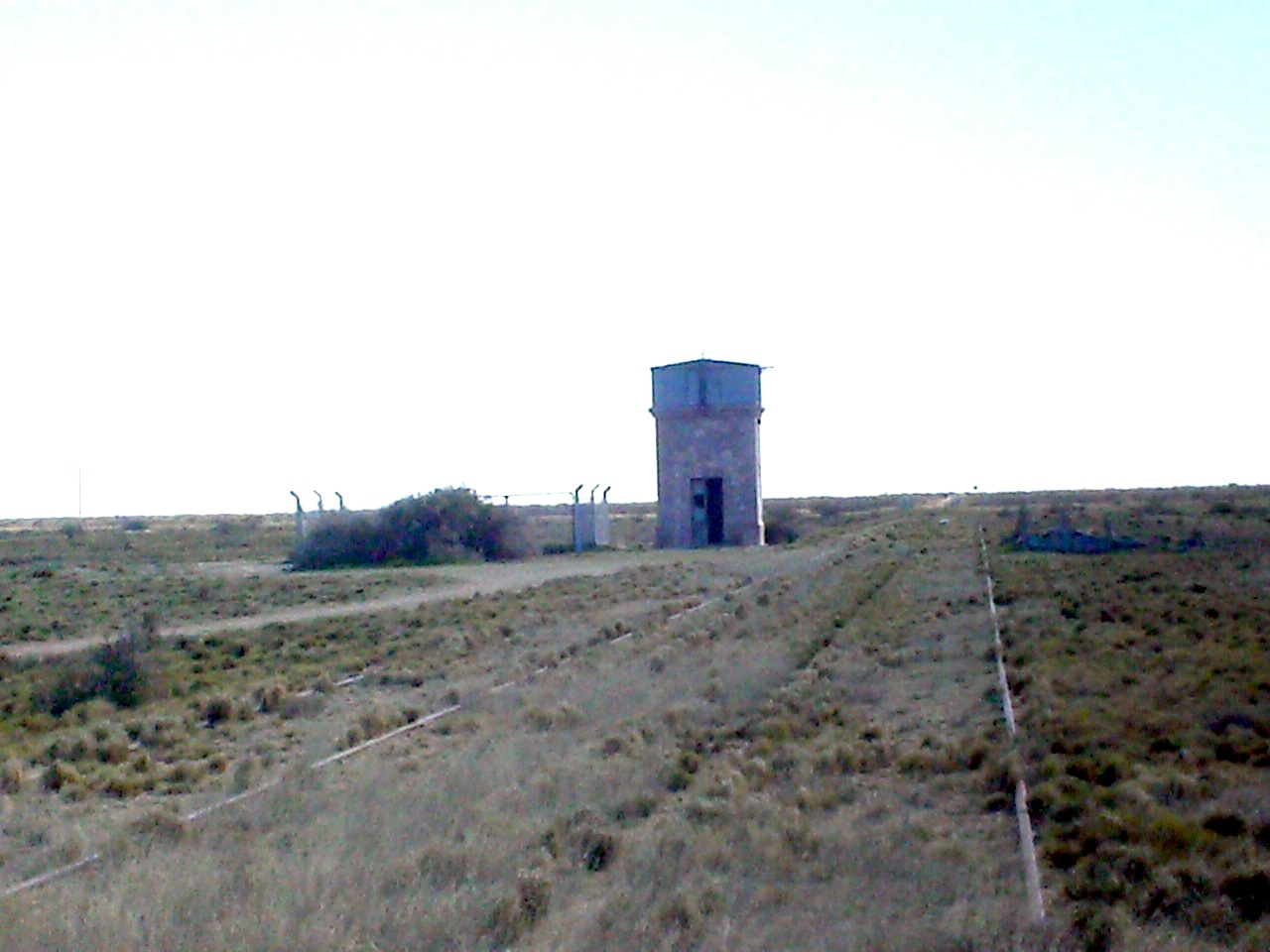
Citerne à eau conservée avec les rails.
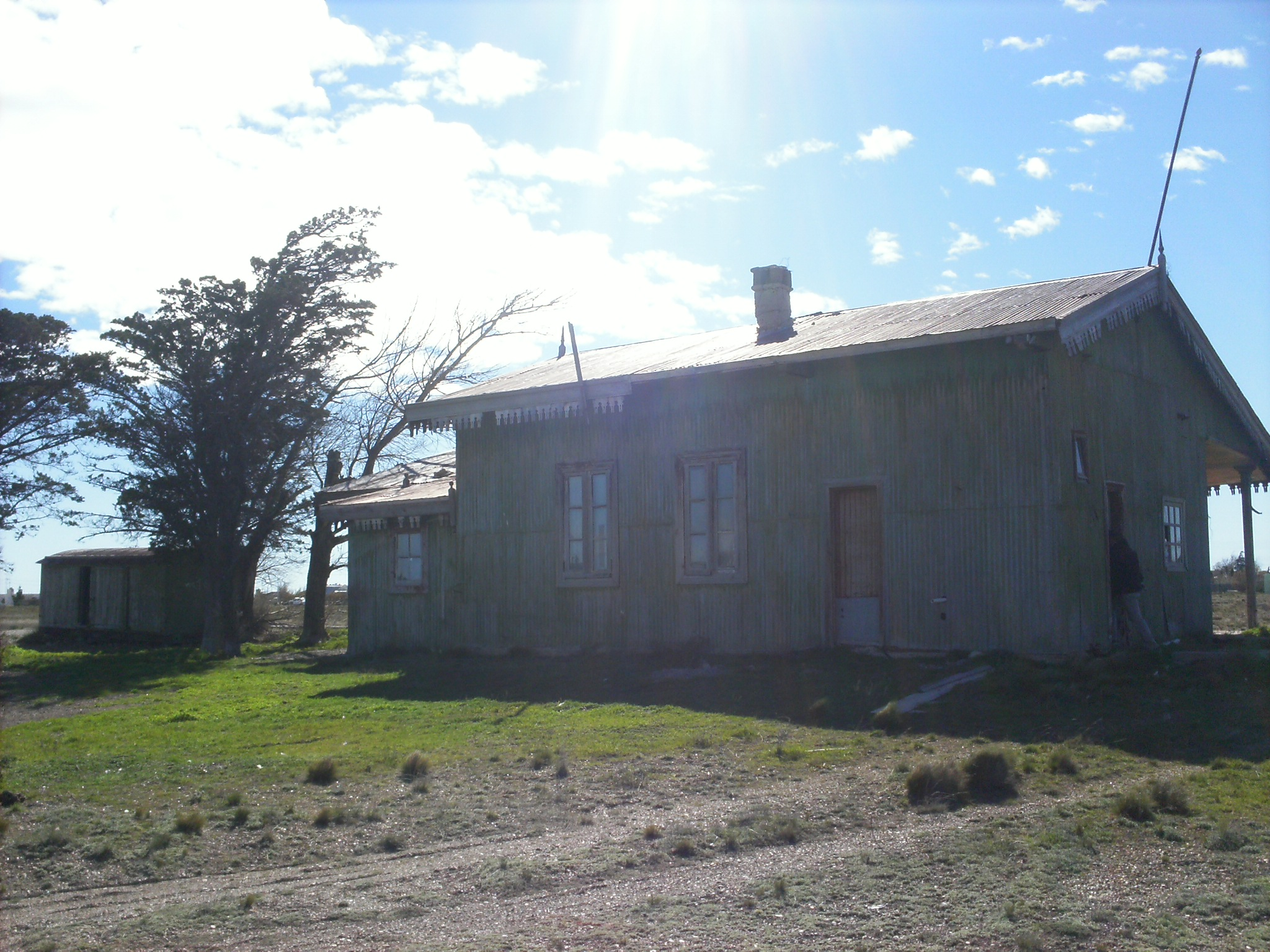
Partie arrière de la gare. Il y a aussi un vieux wagon de marchandises sans roues utilisé comme dépôt.
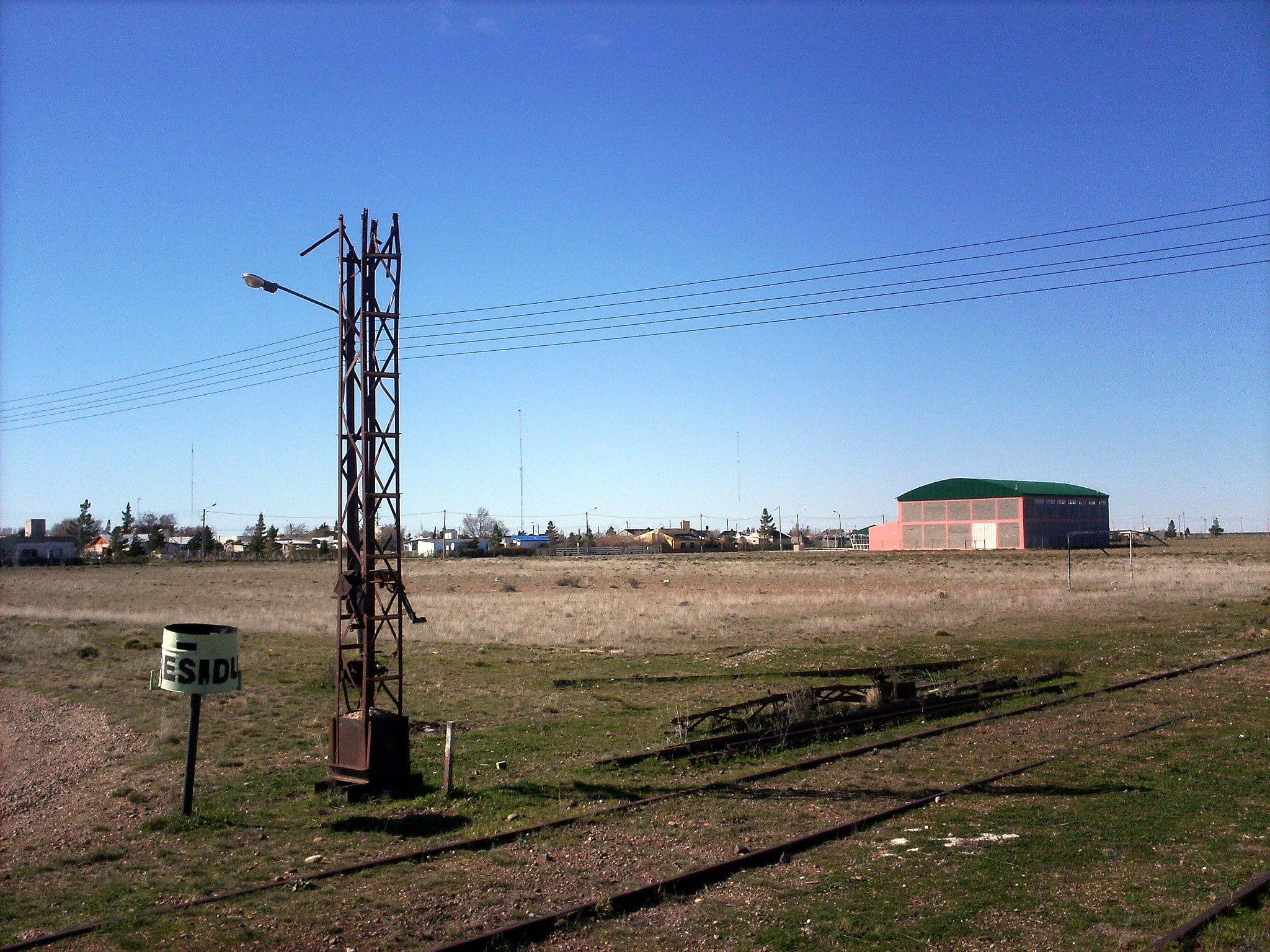
Signal ferroviaire cassé, derrière le village de Fitz Roy.
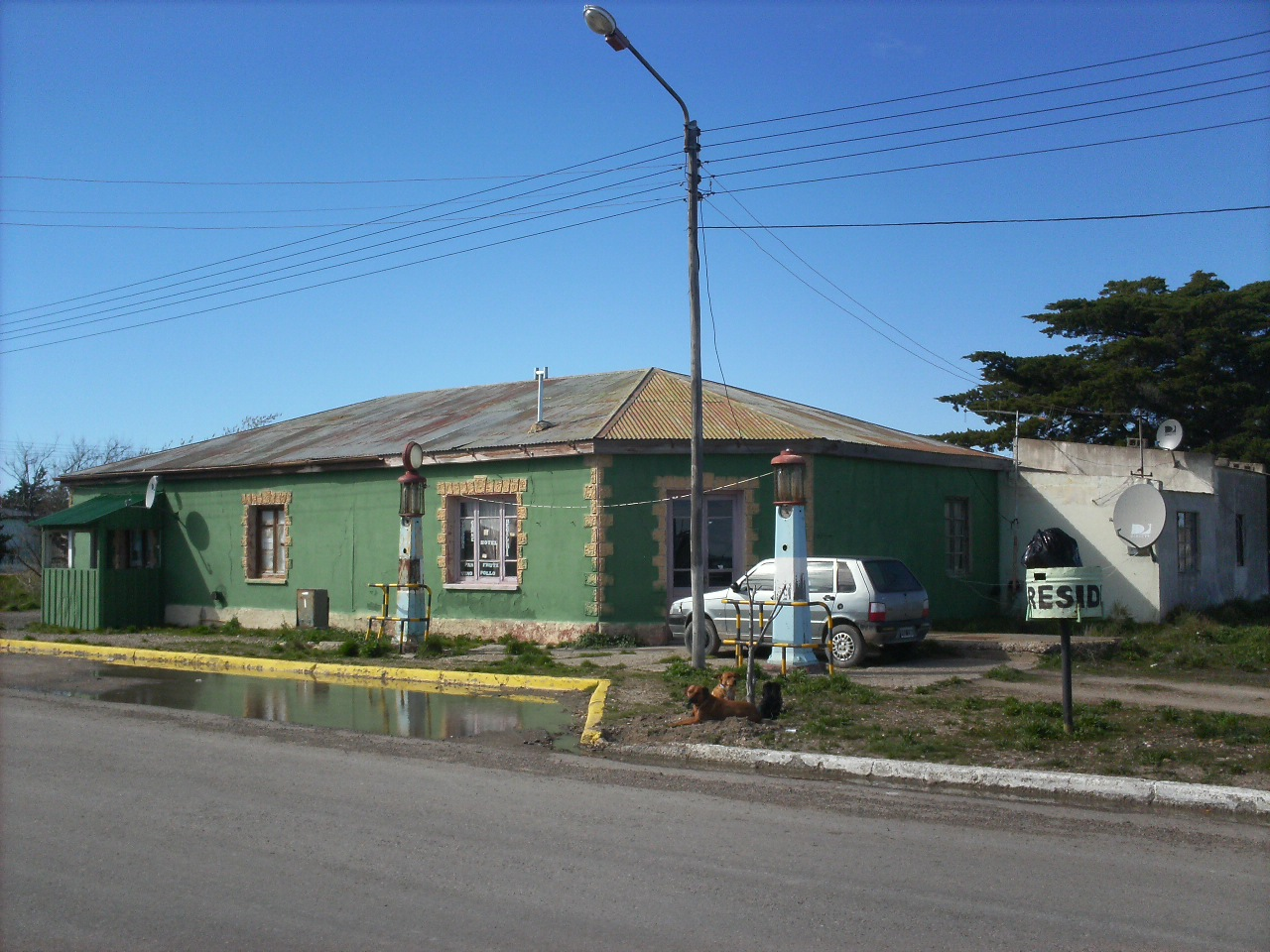
Un vieux bâtiment qui était autrefois un hôtel et une station-service à Fitz Roy.
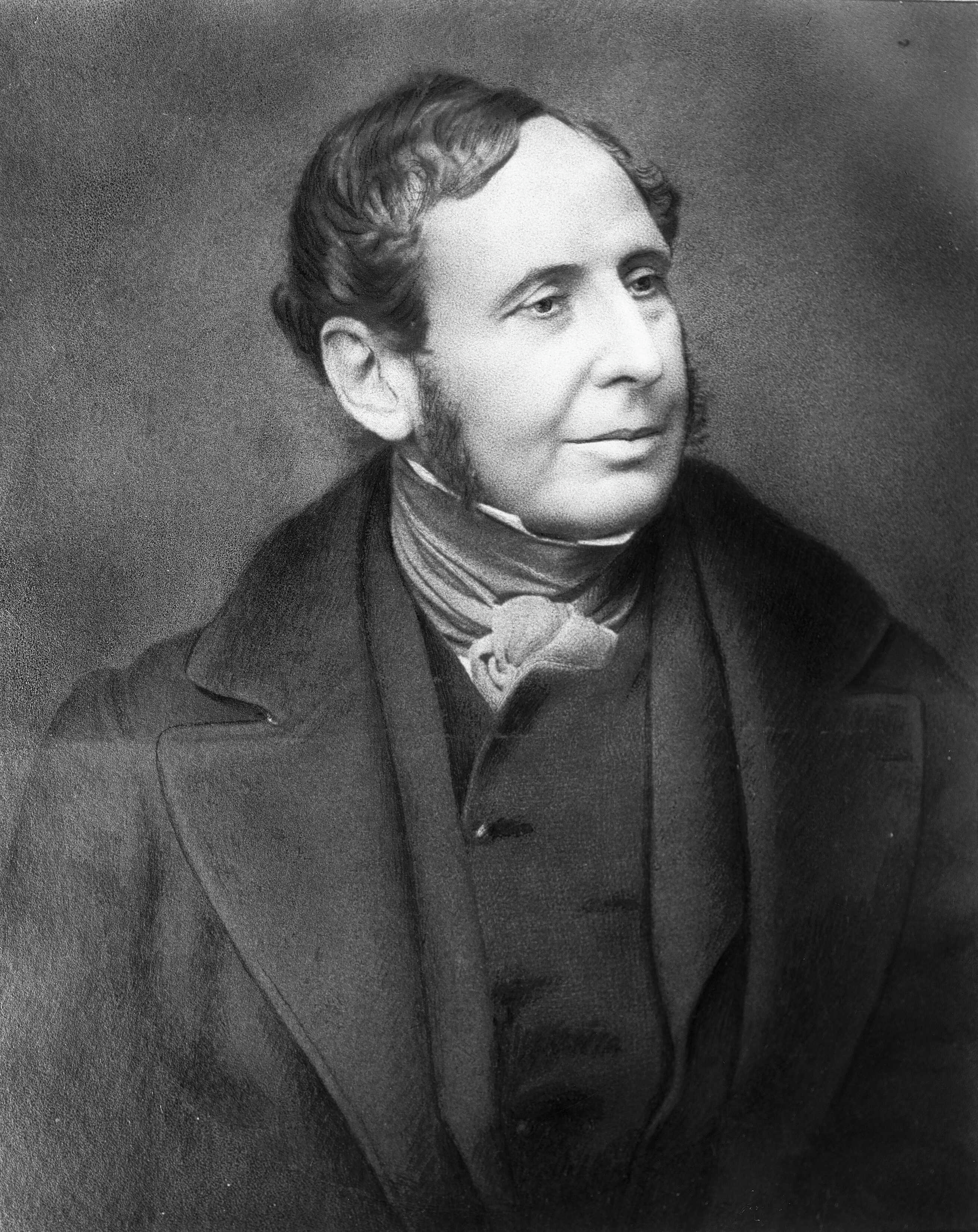
Robert FitzRoy, dont la ville porte le nom.